# Sinforeano Lascano
Sinforeano Lascano (Córdoba, 1818 - San Fernando del Valle de Catamarca, ca. 1860) fue un comerciante y político argentino, que ejerció como gobernador de la provincia de Catamarca entre 1854 y 1856.

## Biografía
Había nacido en la ciudad de Córdoba, y era pariente del obispo Benito Lascano. Instalado desde su juventud en la provincia de Catamarca, estuvo muy vinculado al gobernador Manuel Navarro. Desde fines de la década de 1840 fue diputado provincial y Ministro de Gobierno.
En 1852, poco después de la batalla de Caseros, el general Justo José de Urquiza invitó a los demás gobernadores de la Confederación Argentina a una reunión para la firma del Acuerdo de San Nicolás. Pero el gobernador Navarro enfermó de gravedad, por lo que delegó el gobierno en Lascano. Pocos días después, el 4 de mayo, moría Navarro. Lascano reunió la Sala de Representantes, que eligió gobernador a Pedro José Segura, el cual asumió el gobierno el día 11 de mayo.
Por su parte, Lascano siguió siendo legislador durante el gobierno de Segura. Éste era pariente de su esposa, Albina Segura, con quien Lascano tuvo nueve hijos.
Fue elegido gobernador en 1854 y asumió el mando el día 25 de mayo. Su gestión de gobierno pudo disfrutar de una paz sostenida en la interrupción momentánea de las guerras civiles que habían asolado el noroeste argentino, y que aún lo castigarían mucho tiempo más. Durante su mandato se iniciaron algunas exploraciones mineras en el oeste de la provincia, especialmente en la zona de Andalgalá.
Convocó a la convención constituyente provincial, que sancionó la primera constitución que tuvo Catamarca, que el mismo Navarro promulgó el 20 de noviembre de 1855. Esa constitución era muy detallada en cuanto a los alcances del Poder Ejecutivo, el cual sería elegido por la legislatura provincial más otros catorce diputados enviados a este solo efecto desde el interior de la provincia; prohibía la reelección inmediata del gobernador y establecía un Consejo de Gobierno.
El mandato del gobernador era, hasta entonces, de dos años y reelegible indefinidamente. Lascano interpretó que, con la nueva Constitución, él debía cesar en el gobierno a los dos años, tal como lo establecían las viejas normas, pero no podía ser reelegido, como lo establecía la nueva constitución. A su insistencia, en abril de 1855 la Legislatura eligió gobernador al entonces teniente coronel Octaviano Navarro, que asumió el 25 de mayo siguiente.
Desde entonces se sabe muy poco del destino de Lascano, por lo que se supone que debe haber fallecido poco después —quizá en 1860— o haber regresado a Córdoba.